# Damiano Catania
Damiano Catania (Catania, 28 marzo 2001) è un pallavolista italiano, libero della Powervolley Milano.

## Palmarès

### Nazionale (competizioni minori)
- Campionato europeo under 17 2017
- Campionato europeo under 18 2018
- Campionato mondiale under 19 2019
- Campionato europeo under 20 2020
- Campionato mondiale under 21 2021
- Campionato europeo under 22 2022
- Giochi mondiali universitari estivi 2023
- Giochi mondiali universitari estivi 2025[1]

### Premi individuali
- 2017 - Campionato europeo under 17 2017: Miglior libero
- 2021 - Campionato mondiale under 21 2021: Miglior libero